# Павлинский, Гелий Вениаминович
Гелий Вениаминович Павлинский (род. 14 января 1935 года, Иркутск) — советский и российский физик, доктор наук, профессор. Член комиссии по рентгеновским методам анализа при Научном совете по аналитической химии РАН. Работает в Иркутском государственном университете.
Родился в 1935 году в Иркутске. После окончания средней городской школы, поступил на физико-математический факультет Иркутского государственного университета, который окончил в 1958 году.
Из института был направлен на работу старшим лаборантом в иркутский Институт геохимии СО АН СССР. В 1968 году защитил кандидатскую диссертацию на тему «Исследование интенсивности рентгеновского спектра флуоресценции, возбужденной смешанным первичным излучением».
В 1971 году перешел на работу в Иркутский государственный университет на должность заведующего лабораторией рентгеноспектрального анализа, в 1972 году занял должность заведующего отделом спектральных методов исследования НИИ прикладной физики при Иркутском госуниверситете. Также занимался преподавательской деятельность.
В 1989 году защитил докторскую диссертацию на тему диссертации «Повышение точности учёта матричных эффектов в рентгенофлуоресцентном анализе многокомпонентных материалов», в 2004 году получил звание профессора.
Научный интерес сосредоточен вокруг трех основных направлений это: взаимодействие рентгеновского излучения с веществом, физика рентгеновского излучения и физика конденсированного состояния.
Созданная под руководством профессора система обработки данных рентгеноспектрального анализа имела и имеет широкое применение в решение производственных задач на более чем 20 предприятиях Российской Федерации, среди которых можно отметить: Норильский горно-металлургический комбинат, комбинат «Североникель» (Мончегорск), Кузнецкий металлургический комбинат, Братский кремниевый завод, комбинат «Магнезит» (Сатка), завод "Красный октябрь (Волгоград), завод «Амурсталь» (Комсомольск-на-Амуре), НПО «Буревестник» (Санкт-Петербург).
Является автором более 250 научных работ, среди которых несколько монографий, некоторые из которых переведены на иностранные языки. С 1999 года носит звание «Почетный работник высшего профессионального образования Российской Федерации».

## Труды
- Основы физики рентгеновского излучения. М.: Физматлит. 2007. — 240 с.
- Иркутская школа рентгеноспектрального анализа (РСА) // Журнал аналитической химии. — 2005. — Т. 60, № 2. — С. 205—210 (в соавт.).
- Рентгеновская флуоресценция./Издательство Иркутского госуниверситета. 2013, 100 с. (монография, принята в печать).
- Fundamentals of X-Ray Physics (Cambridge International Science Publishing Ltd, UK). 2008. — 244 c.